# Йедикуле (квартал на Истанбул)
„Йедикуле“ (на турски: Yedikule) е квартал на Истанбул, разположен в градска околия Фатих. Общата му площ е 0,78 км2. Според данни на Адресната система за регистриране на населението (ABPRS) към 2024 г. населението на „Йедикуле“ е 15 417 жители.